# 안승오
안승오는 대한민국의 개신교 목사이며 신학자이다. 성결대학교를 졸업하고 장로회 신학대학원(M.Div.)에서 수학한 후, 미국 풀러신학대학원에서 선교학으로 석사(Th.M.)와 박사(Ph.D.)를 취득하였다. 총회파송을 받아 필리핀에서 선교사역을 하였으며, 풀러 신학대학원 객원교수, Journal of Asian Mission 편집위원, 한국로잔연구교수회장 등을 역임하였으며, 현재는 선교와 신학 편집위원, 복음과 선교 편집위원, 선교와 교회 편집장, 영남신학대학교 대학원장, 선교신학 교수 등으로 일하고 있다. 대안선교인 '제 4선교신학'을 주창하였다. 

## 참조
- 주요저서
- 저자 전거